# لیفهیت
لیفهیت (انگلیسی: Leifheit) شرکت لوازم خانگی آلمانی است، که در سال ۱۹۵۹ تأسیس شد.